# Заболоцька Марія Степанівна
Заболоцька Марія Степанівна (12 жовтня 1887, Петербург — 17 грудня 1976, Коктебель) — медичний працівник, екскурсовод, музейний працівник, письменник-белетрист. Друга дружина поета Максиміліана Волошина (офіційно з 1927 року; вдова з 1932 року).
Батько — Стефан Якубович Заболоцький, поляк за національністю, кваліфікований робітник-слюсар. Мати — Параскева Антонівна (уродж. Антонюк) — з родини латгальських старовірів . Стосунки з родичами матері були вкрай напруженими через її шлюб з чужою їм за вірою людиною.
Незабаром після народження дочки батьки переїхали в Режицу (нинішнє Резекне). У спогадах, написаних Заболоцькою, згаданий дідівський будинок на горі, його майстерня, «зі свіжими стружками, запахом лаків і скипидару. Внизу пожня, річка, далеко залізничний міст, за ним ліс, куди ми ходили за грибами… Скільки там було сонця, радості, запахів». Дід, токар Антон Антонюк, був освіченою людиною, знав п'ять мов, багато читав.
У 1895 році батько помер від туберкульозу. Дитинство Марії стало важким. Мати її з милості була пущена своїми родичами в Петербурзі жити «в кутах». Старший брат Марії — Степан пішов у безпритульні, життя його не склалася, він сидів у в'язниці, загинув у 1919 році.
Мати виснажувала себе роботою прачки, тяжко хворіла (туберкульоз), їй важко давалася життя. У віці 12 років Марія зробила спробу суїциду, отруївшись отрутою (сулема), яку таємно крала у знайомої матері жінки-лікаря, оскільки вирішила, що якщо вона отруїться, то матері однієї буде легше прожити. Отруєння вчасно виявили і врятували Марію в лікарні. Відомості про цей випадок потрапили до газет. Кілька заможних сімей виявили бажання взяти її на виховання. З 1899 року Марія жила у сестер Лебедєвих. Серед тих, хто взяв участь в її долі, була дружина брата відомого художника Миколи Ярошенка — Єлизавета. Марія отримала можливість влітку відпочивати в Калузькому маєтку Ярошенка — Степанівському
У Степанівському познайомилася з А. П. Чеховим , М. Горьким, І. В. Цвєтаєвим, артистами МХТу, В. Ф. Коміссаржевською.
У 1900 році вступила до другого класу Петербурзької гімназії М. Н. Стоюніної, яка, дізнавшись з газет про цю дівчинку, підготувала її до вступу до гімназії.
У гімназії відрізнялася яскраво вираженим характером і самостійністю своїх думок (ці риси характеру зберегла на все життя). З осені 1902 року жила в пансіоні Е. І. Шмідт.
У січні 1905 року для зміцнення здоров'я був відправлена до Ялти, де жила і навчалася. Через деякий час звідти надійшов лист, що Заболоцька померла. Була відслужена панахида, але незабаром з'ясувалося, що ці відомості невірні. Таку подію визнали добрим знаком (поширена думка, що якщо відслужити панахиду по живій людині, не знаючи, що вона жива, то їй забезпечено довголіття).
У 1905 році переїхала до Одеси, пішла у 6 клас гімназії С. А. фон Гірш-Брамм. У серпні 1905 року померла мати, П. А. Заболоцька.
У липні 1906 року закінчила гімназію зі срібною медаллю. У 1907—1908 роках знову вчилася у гімназії Стоюніна (8-й додатковий клас), отримала диплом домашньої наставниці. У 1909 році вступила на Бестужевські курси. У 1910 році ходила на лекції І. П. Павлова в психоневрологічному інституті, згодом закінчила відділення повивального інституту, працювала акушеркою. З початком Першої світової війни залишила медичний інститут і пішла до армії помічником лікаря. З осені 1915 року працювала в Петроградській Позичковій касі.
Після жовтневого перевороту переїхала до Єйську, куди була евакуйована Позичкова каса, звідти — до Старого Криму.
У 1919 році Заболоцька почала працювати завідуючою амбулаторії в селі Дальні Комиші під Феодосією (нині — Приморський). Восени вона вперше зустрілася з М. Волошиним. Волошин перебував на лікуванні в Феодосії з 17 жовтня 1921 року. 23 грудня 1921 року на вечорі медиків в Феодосії М. С. Заболоцька слухала читання віршів М. Волошина. У грудні відбувся її розмова з ним, коли той йшов з санаторію на милицях.
Перша згадка М. Волошина про Заболоцьку є в його листі до матері, Олені Оттобальдівни, від 20 лютого 1922 року: "Тільки що у мене була одна знайома фельдшерка з Вел. Очеретів, Марія Степанівна Заболоцька ". У 1923 році він писав: "На превеликий моє щастя, я все-таки залишився не один: до мене приходить з Феодосії і допомагає Марія Степанівна Заболоцька … Це учениця і вихованка Н. К. Михайлівського. Ми з нею дружні давно, а з мамою вона дуже подружилася, відвідуючи її під час моєї відсутності влітку. Без неї не знаю, що б я став робити … ".

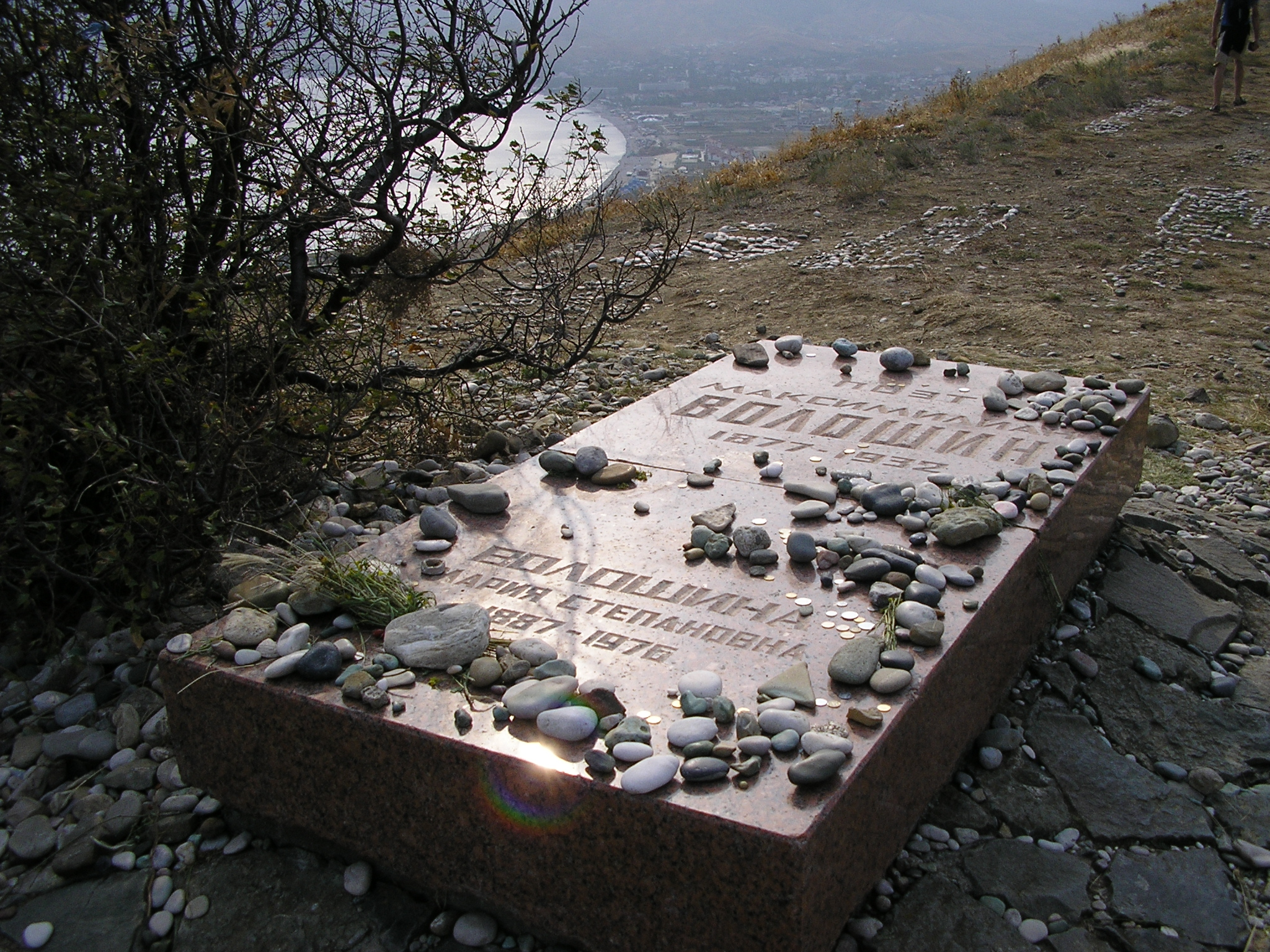
Могила Максиміліана та Марії Волошиних в Коктебелі

У 1934 році їй була призначена пенсія республіканського значення.
Разом з будинком і архівом Марія Степанівна пережила німецьку окупацію Коктебеля (3.11.1941-13.04.1944), зумівши зберегти від розграбування і знищення спадщина М. А. Волошина. Ризикуючи життям, відстоювала «кожну дошку та ганчірку — ані в чому не поступалася». Будинок стояв один на березі, обшарпаний, без стекол, розхитаний, з дахом, що тік, з потрісканими стінами. Він підстрибував в буквальному сенсі слова від пострілів з гармат всіх калібрів, від розривів снарядів, мін, бомб, майже 2,5 року — і вистояв.
15 лютого 1944 року в Сімферопольській лікарні перенесла операцію висічення пухлини (можливо, ракової) шлунка і стравоходу.
У 1945 році затверджена на посаді хранителя музею (але в 1950 році ця посада була ліквідована). 25 грудня 1961 року до будинку-музею вперше раз прийшов В. П. Купченко, який став на багато років помічником М. С. Волошиної по роботі в Будинку поета.
15 грудня 1976 року втратила свідомість, лікар констатував набряк мозку. Померла, не приходячи до тями, 17 грудня 1976 року. 20 грудня 1976 року похована на горі Кучук-Єнішар поруч з М. Волошиним. Серед проводжаючих її в останню путь — М. М. Ізергіна, В. П. Купченко, Катерина Микитівна Толстая, С. В. Цигаль , Мірель Яківна Шагінян .
Волошин присвятив М. С. Заболоцькій вірша «Заклинання (Марусі)» (1929).